# August and Everything After
August and Everything After è il primo album della band californiana Counting Crows, pubblicato il 14 settembre 1993 dalla Geffen Records. È stato certificato sette volte disco di platino negli Stati Uniti per aver venduto oltre 7 milioni di copie. L'album si pose all'interno della scena musicale dell'epoca come alternativa al sound più aggressivo del Grunge, trattando di temi quotidiani e malinconici accompagnati da chitarre meno distorte e ritmi più lenti. Il disco deve parte del suo successo al singolo Mr. Jones, ispirato dal bassista Marty Jones, collega nonché grande amico di Adam Duritz, cantante della band. Nel 2007 è stato ripubblicato con l'aggiunta di inediti, demo e un secondo CD contenente un concerto del 1994 a Parigi.
È considerato tra i migliori album alternative rock degli anni novanta.

## Tracce
1. Round Here - 5:32
2. Omaha - 3:39
3. Mr. Jones - 4:35
4. Perfect Blue Buildings - 5:01
5. Anna Begins - 4:31
6. Time & Time Again - 5:15
7. Rain King - 4:16
8. Sullivan Street - 4:30
9. Ghost Train - 4:03
10. Raining in Baltimore - 4:42
11. A Murder of One - 5:44